# Javorina (sedlo)
Sedlo Javorina (967 m n. m.) je průsmyk v pohoří Lúčanská Malá Fatra, nad obcí Stráňavy, 13 km východně od Žiliny. Je důležitou křižovatkou turistických stezek v severní části pohoří.

## Přístup
- Po  turistické značce ze Strečna s pokračováním na hlavní hřeben, Úplaz (1301 m) a dále na Martinské hole;
- Po  turistické značce ze Stráňav;
- Lesní cestou ze Stráňav (vhodné pro horské kola);
- Krátkou odbočkou se dá z rozcestí v sedle dostat k památníku na vrchu Polom (1010 m n. m.), odkud jsou nádherné výhledy na západ až severovýchod.